# 纳瓦德夫兰西亚
纳瓦德夫兰西亚，是西班牙卡斯蒂利亚-莱昂萨拉曼卡省的一个市镇。 总面积17平方公里，总人口152人（2001年），人口密度9人/平方公里。